# 리얼 버라이어티
리얼 버라이어티(real variety)는 리얼리티(reality)와 버라이어티(variety)의 합성어로서, 대한민국 예능 프로그램의 한 장르이다. 대표적인 특징으로 기존 버라이어티 프로그램의 단점인 짜인 각본과 과거 리얼리티 프로그램의 단점인 출연자들의 수위 높은 행동을 보완하였다는 점을 들 수 있다.
2006년에서 대한민국 리얼 버라이어티는 대부분 리얼(Real) 요소를 중시하였다. 리얼리티 프로그램으로 신설 및 갈래를 바꾸거나 자막체까지 따라하는 등 리얼 버라이어티성과 그동안 말 그대로 제작만 해오던 제작진이 자막 등으로 자신의 생각을 쓰고 연예인과 같은 출연을 하고 방송사 간의 벽도 사라져 소속 방송사 개그맨이 다른 방송사의 개그 프로그램에서 개그를 선보이는 등 최근의 대한민국의 리얼 버라이어티는 연예인들의 가식적인 모습보다는 진실적인 모습 즉 리얼리티를 따르고 방송사 간의 벽을 허무는 자유적인 버라이어티로 발전하였다.
반면 2010년대 중반 이후엔, 관찰 버라이어티 프로그램이 등장하여, 프로그램 갯수가 조금 줄어들었다.

## 같이 보기
- 관찰 버라이어티
- 콩트 코미디